# Okres Spittal an der Drau
Okres Spittal an der Drau je správní okres v rakouské spolkové zemi Korutany.

## Geografie
Výměra okresu činí 2764,99 kilometrů čtverečních, je největším okresem v Korutanech a zahrnuje skoro celé "Horní Korutany", region na severu a západu spolkové země. Oblast je na severu a západu ohraničena horami Vysoké Taury s četnými horami vysokými přes 3000 metrů, nejvyššími v Rakousku a horním údolím Drautal (Drávy), jakož i Mölltal, Maltatal a Liesertal. Na východě a jihu okresu je Millstätter See a Weissensee, dvě ze čtyř největších jezer Korutan.
Okres Spittal an der Drau hraničí na západě s východním Tyrolskem a na severu se spolkovou zemí Salcburskem.

### Sousední území
- Na sever okres St. Johann im Pongau, okres Zell am See, okres Tamsweg a okres Murau
- Na východ okres Feldkirchen
- Na jihovýchod okres Villach-venkov
- Na jih okres Hermagor
- Na východ okres Lienz

## Správní členění
Okres Spittal an der Drau tvoří 33 obcí, se třemi městy a deseti městysy. V závorkách je uveden počet obyvatel k 1. lednu 2010.

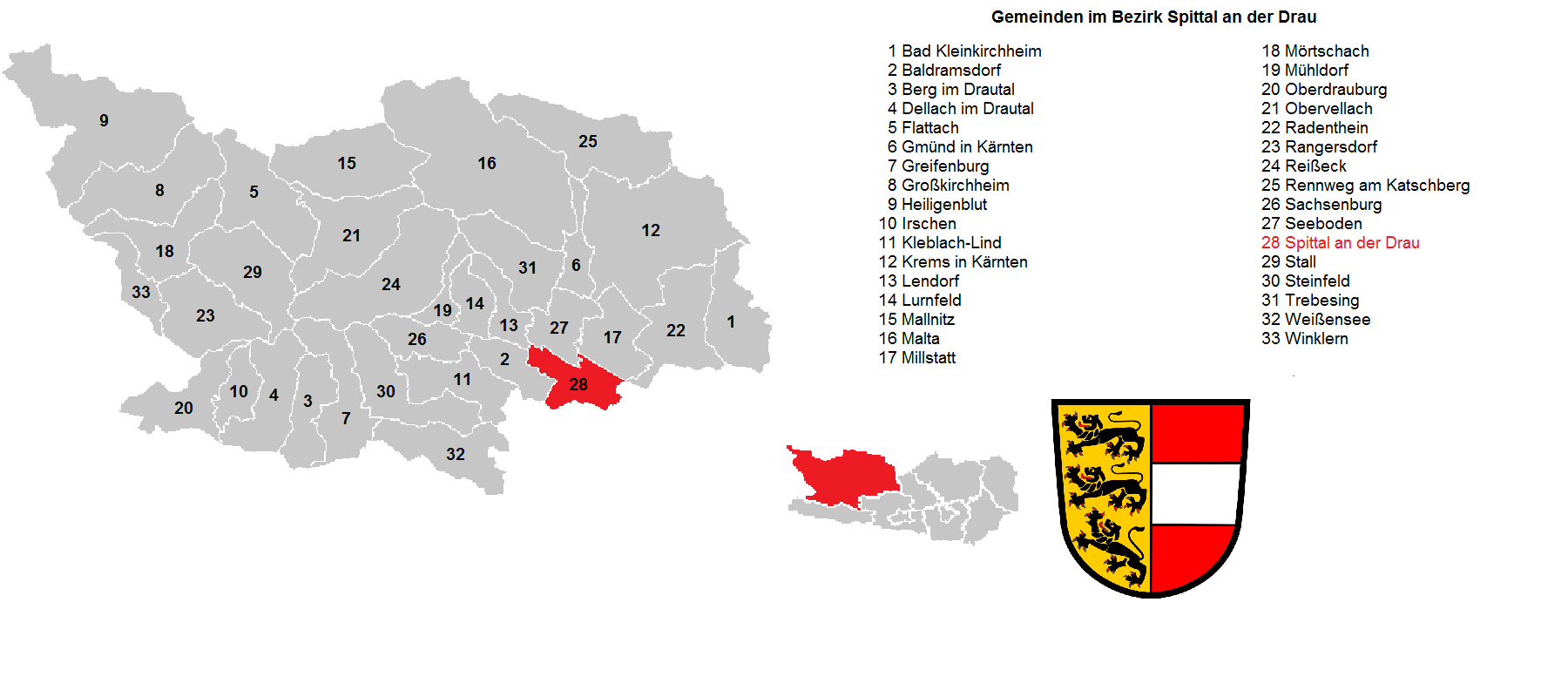
Obce v okresu Spittal an der Drau

Města
- Obce v okresu Spittal an der DrauGmünd in Kärnten (2609)
- Radenthein (6363)
- Spittal an der Drau (15 501)

Městyse
- Greifenburg (1868)
- Lurnfeld (2617)
- Millstatt (3406)
- Oberdrauburg (1279)
- Obervellach (2369)
- Rennweg am Katschberg (1880)
- Sachsenburg (1350)
- Seeboden (6163)
- Steinfeld (Kärnten) (2108)
- Winklern (1232)

Obce
- Bad Kleinkirchheim (1822)
- Baldramsdorf (1896)
- Berg im Drautal (1337)
- Dellach im Drautal (1661)
- Flattach (1299)
- Großkirchheim (1485)
- Heiligenblut (1093)
- Irschen (2064)
- Kleblach-Lind (1207)
- Krems in Kärnten (1939)
- Lendorf (1789)
- Mallnitz (858)
- Malta (Kärnten) (2084)
- Mörtschach (844)
- Mühldorf (967)
- Rangersdorf (1764)
- Reißeck (2349)
- Stall (1717)
- Trebesing (1254)
- Weißensee (obec) (797)